# حسن أحمد (لاعب كرة قدم عراقي)
حسن أحمد هو لاعب كرة قدم عراقي سابق ومدرب في الدوري العراقي الممتاز. ولد في 1 يوليو 1956 في بغداد، العراق. معروف بلقب الشاطر، وهو حالياً مدرب نادي الميناء في دوري نجوم العراق.

## المسيرة الدولية
تم اختيار أحمد لتمثيل العراق لأول مرة في عام 1978، عندما اختاره المدرب تحت 20 سنة لينكو غرتشيتش ليكون جزءًا من تشكيلته المكونة من 25 لاعبًا للمشاركة في بطولة آسيا للشباب لكرة القدم 1978.

## المسيرة التدريبية

### التجارة وتجارب فيلبنان
كان أحمد لاعبًا مخلصًا جدًا لنادي التجارة. بعد اعتزاله، تولى تدريب التجارة، وقاد الفريق للعودة إلى دوري نجوم العراق بعد الفوز بالدوري العراقي الممتاز في 1993-1994. ثم انتقل إلى لبنان حيث درب شباب الساحل ورايسنغ والأهلي صيدا بعد عدة سنوات.

### فئات الشباب في العراق
في عام 2004، عاد إلى العراق ودرب الصناعة وأربيل. ثم انتقل إلى تدريب المنتخبات الوطنية للشباب، حيث درب فرق تحت 14 و17 و20 سنة. في عام 2009، قاد أحمد فريق تحت 19 سنة في تصفيات بطولة آسيا تحت 19 سنة وتمكن من تحقيق المركز الأول فيها والتأهل إلى بطولة آسيا تحت 19 سنة 2010، لكن نتائج الفريق المخيبة في البطولة أدت إلى استقالته.

### الكهرباء
في ديسمبر 2011، وقع أحمد عقدًا مع الكهرباء لتدريب الفريق في دوري نجوم العراق، خلفًا للمدرب المستقيل شاكر محمود، الذي ترك الفريق وهو مهدد بالهبوط. أخيرًا، تمكن أحمد من تحسين نتائج الفريق واستمراره في دوري نجوم العراق، وتم تجديد عقده لموسم ثانٍ. في يونيو 2013، أقالت إدارة النادي أحمد بسبب دعمه للاعبين الذين لم يتلقوا مستحقاتهم المالية، حيث اعتبرت الإدارة ذلك تحريضًا من المدرب للاعبين.

### مصافي الوسط
في ديسمبر 2013، وقع أحمد عقدًا مع مصافي الوسط لتدريب الفريق في دوري نجوم العراق، خلفًا للمدرب المستقيل ناظم شاكر. في نهاية الموسم، لم يتم تجديد العقد بسبب خلاف حول شروط التجديد بين المدرب والإدارة.، حيث ترك شاكر الفريق وهو مهدد بالهبوط. وفي نهاية الموسم، لم يتم تجديد العقد بسبب الخلاف حول شروط التجديد بين المدرب والإدارة.

### نفط ميسان
في أغسطس 2014، وقع أحمد عقدًا لتدريب نفط ميسان لبناء فريق شاب قادر على الاستمرار في دوري نجوم العراق، لأن النادي لم يكن لديه أموال كافية للتوقيع مع محترفين أو لاعبين محليين متميزين. في أبريل 2015، ومع اقتراب نهاية الموسم، قرر أحمد ترك الفريق بسبب تخلي الإدارة عن دعمه ماليًا بعد أن ضمنت بقاءه في دوري نجوم العراق، وبعد أن لم تُدفع رواتب الجهاز التدريبي لمدة 9 أشهر. هذا الموسم، تم إقالة جميع مدربي أندية دوري نجوم العراق بسبب النتائج السيئة، وتم استبدالهم، باستثناء أحمد الذي بقي على رأس الجهاز الفني لنفط ميسان حتى نهاية الموسم.

### النفط
في مايو 2015، اختارت إدارة النفط أحمد كمدرب لتصحيح وضع فريقها، لأن النادي لم يقدم أداءً جيدًا في الموسم السابق، وانتهى الموسم في المركز قبل الأخير في الترتيب، حيث كانوا يمرون بصعوبات مالية. أرادوا الاعتماد على اللاعبين الشباب المحليين وبناء فريق شاب تنافسي. أنهى النفط هذا الموسم في المركز الخامس. قبل نهاية الموسم، كانت إدارة النادي سريعة في تجديد عقد أحمد والجهاز التدريبي المساعد بسبب النجاح الذي حققه. في موسم 2016-2017، أنهى الفريق العام 2016 في صدارة الترتيب، مع 25 جولة متبقية في المقدمة، ولكن في نهاية الموسم فقدت الصدارة لتحتل المركز الثاني. تم تجديد عقد أحمد لقيادة الفريق للموسم الثالث. أنهى الفريق الموسم في المركز الثالث بعد هزيمته للمتصدر في آخر مباراة في الدوري. تم تجديد عقد أحمد لقيادة الفريق لموسم رابع. لم تسير الأمور بشكل جيد في هذا الموسم، بسبب العديد من الإصابات بين اللاعبين، وتراجعت نتائج الفريق، حيث فشل في الفوز في آخر سبع مباريات، محتلاً المركز السابع، لذا قررت إدارة النادي إنهاء عقد المدرب في مارس 2019.

### النجف والعودة إلى النفط
في يوليو 2019، وقع أحمد عقدًا مع النجف، ولكن تم إلغاء الدوري في نفس الموسم بعد عدة جولات بسبب جائحة كوفيد-19. بسبب النتائج الجيدة التي حققها في الجولات التي لعبت في الموسم السابق، والتي لم يخسر فيها الفريق، قررت إدارة النادي تجديد عقد المدرب أحمد. لكن أحمد قرر الاستقالة من تدريب الفريق في أواخر ديسمبر 2020 بسبب عدم دفع راتبه من قبل إدارة النادي لمدة 5 أشهر. في يناير 2021، تعاقد أحمد مع الطلبة، لكنه أُقيل في أبريل بسبب النتائج السيئة. في نوفمبر 2021، تعاقد أحمد مع الكرخ، لكنه استقال في فبراير 2022 بسبب النتائج السيئة. بعد يومين، وقع مع النجف مرة أخرى. أنهى الموسم معهم ولم يتم تجديد عقده. في يوليو 2022، وقع أحمد مع النفط مرة أخرى. في نوفمبر 2022، قدم استقالته بسبب النتائج السيئة.

### الميناء
في نوفمبر 2023، وقع أحمد عقدًا مع الميناء. كان الفريق بالكامل من الشباب، وعددهم قليل جدًا، فقط 16 لاعبًا، بسبب حظر الفيفا للميناء من توقيع عقود. اعتبر أحمد أن هذا الوضع يمثل تحديًا صعبًا لأي مدرب، لكنه فاز في مباراته الأولى، وتمكن من تحفيز اللاعبين وتغيير حالتهم النفسية السيئة. حسّن أداء الفريق مباراة بعد مباراة، وتم اختياره كأفضل مدرب في الجولة السابعة من الدوري. ثم تم إعادة اختياره كأفضل مدرب في الجولة 17 بعد هزيمة دهوك الذي يحتل المركز الثالث بنتيجة 2-0. تم اختياره أيضًا كأفضل مدرب في الجولة 35 بعد قيادته فريقه للفوز على نفط ميسان بنتيجة 3-0. بعد المستويات العالية التي قدمها مع فريقه الشاب وضمان بقائه في الدوري للموسم المقبل، قررت إدارة الميناء تجديد عقد المدرب حسن أحمد لموسم جديد ومنحه جميع الصلاحيات لبناء فريق قوي ينافس على المراكز الأربعة الأولى. لكن أحمد اعتذر عن الاستمرار في تدريب المنتخب الوطني بسبب ظروفه الشخصية.

### كربلاء
في سبتمبر 2024، وقع أحمد عقدًا مع كربلاء.

## الحياة الشخصية
أحمد معجب باللاعب الألماني بيكنباور، ومشجع لنادي إنتر ميلان الإيطالي.

## مسيرته
كلاعب
- نادي التجارة موسم 1978 - 1981
- نادي الجيش موسم 1981 - 1984
- نادي التجارة موسم 1984 - 1988[65]
- منتخب شباب العراق 1978[66]

مدرب
- مدرب نادي التجارة موسم 1993 - 1994
- مدرب نادي الرايسنغ اللبناني موسم 1994 - 1996
- مدرب نادي شباب الساحل اللبناني موسم 1996 - 1997
- مدرب نادي الاهلي اللبناني موسم 1997 - 1998
- مدرب نادي الصناعة موسم 1998 - 1999
- مدرب نادي اربيل موسم 1999 - 2000
- مدرب منتخب شباب العراق 2004
- مدرب منتخب اشبال العراق 2006
- مدرب منتخب ناشئين العراق 2007[67]
- مدرب منتخب العراق تحت 19 سنه موسم 2009
- مدرب نادي الكهرباء موسم 2010 - 2013
- مدرب نادي مصافي الوسط موسم 2013 - 2014[68]
- مدرب نادي نفط ميسان موسم 2014 - 2015[69]
- مدرب نادي النفط موسم 2015 - 2019[70]
- مدرب نادي النجف موسم 2019 - 2020[71]
- مدرب نادي الطلبة موسم 2020 - 2021[72][73]
- مدرب نادي الميناء موسم 2023-2024